# Ahmad Jassim
Ahmad Jassim (àrab: أحمد جاسم)  (Iraq, 4 de maig de 1960) fou un futbolista iraquià de la dècada de 1980.
Fou internacional amb la selecció de futbol de l'Iraq amb la qual participà a la Copa del Món de futbol de 1986.
Pel que fa a clubs, destacà a Al-Rasheed Club.